# Pat Benatar
Pour les articles homonymes, voir Benatar.
Patricia Giraldo (née Andrzejewski), mieux connue sous son nom de scène de Pat Benatar, est une chanteuse américaine née le 10 janvier 1953 à New York.
Pat Benatar connaît un important succès commercial dans les années 1980, avec plus de 30 millions d'albums vendus. Elle remporte notamment quatre Grammy Awards consécutifs (de 1981 à 1984) pour la meilleure performance féminine rock.
Durant sa carrière, la chanteuse place 17 titres dans le Top 40 des classements américains, dont Love Is a Battlefield, We Belong (en), Heartbreaker (en) et Hit Me with Your Best Shot. Elle est aussi l'une des artistes les plus diffusées durant les premières années de la chaîne musicale MTV au début des années 1980.

## Biographie

### Jeunesse et débuts
Patricia Mae Andrzejewski naît à New York dans le quartier de Greenpoint de l'arrondissement de Brooklyn. Sa mère, Mildred (née Knapp, 1928–2016), est esthéticienne et son père, Andrew (Andrzej) Andrzejewski (1926–2009), est tôlier. Ce dernier est d'origine polonaise alors que sa mère est d'origine allemande, anglaise et irlandaise. Sa famille déménage pour North Hamilton Avenue à Lindenhurst, un village situé à Long Island dans la banlieue populaire de New York, où elle passe ses jeunes années.[réf. souhaitée]
À dix-huit ans, elle épouse Dennis Benatar. Elle abandonne vite son métier d'employée de banque en Virginie pour revenir courir les auditions à New York, et divorce avant d'être connue.[réf. souhaitée]
Caractérisée par une voix puissante couvrant quatre octaves[réf. nécessaire], initialement formée à l'opéra, elle est découverte en 1977 dans le cabaret new-yorkais Catch a Rising Star lors d'un concours amateur où elle fait sensation, habillée d'un costume de vampire pour Halloween.[réf. souhaitée]

### Carrière
En 1978, Pat Benatar signe chez Chrysalis Records. En 1979, son premier disque In the Heat of the Night la propulse dans le club des artistes influents. L'album est la septième plus grosse vente de l'année aux États-Unis. Heartbreaker, le tube qui l'a fait connaître, reste aujourd'hui l'un de ses hits les plus marquants.
Elle devient alors une icône du rock des années 1980, enchaînant un nombre impressionnant de succès : sept albums certifiés platine (plus d'un million de disques vendus) et trois disques d'or aux États-Unis. Son rock séduit vite à l'international, notamment en Europe, en Australie et au Japon. Les tournées organisées se font à guichets fermés[réf. nécessaire] et les ventes de disques sont très importantes. L'album Crime of Passion se vend ainsi à plus de huit millions d'exemplaires dans le monde. Sur celui-ci, Pat reprend la chanson Wuthering Heights de Kate Bush qui était issue de son premier album The Kick Inside.
La période 1979-1989 est la plus prolifique de la chanteuse. En revanche, les quatre albums réalisés durant les années 1990 et 2000 ont une audience bien moindre puisqu'aucun single n'atteint le top 40 aux États-Unis.
Son dernier véritable tube, All fired up en 1988, se classe deuxième dans les hits parades en Australie et aux États-Unis, huitième au Canada et dans le top 19 en Grande-Bretagne.
Dans l'album True love (1991), tranchant avec son style musical habituel, Pat Benatar se montre en chanteuse de blues reprenant quelques standards américains. Elle est accompagnée par un big band réputé, The Roomful of Blues, qui joue un blues typé Chicago. L'album a un honorable succès d'estime.

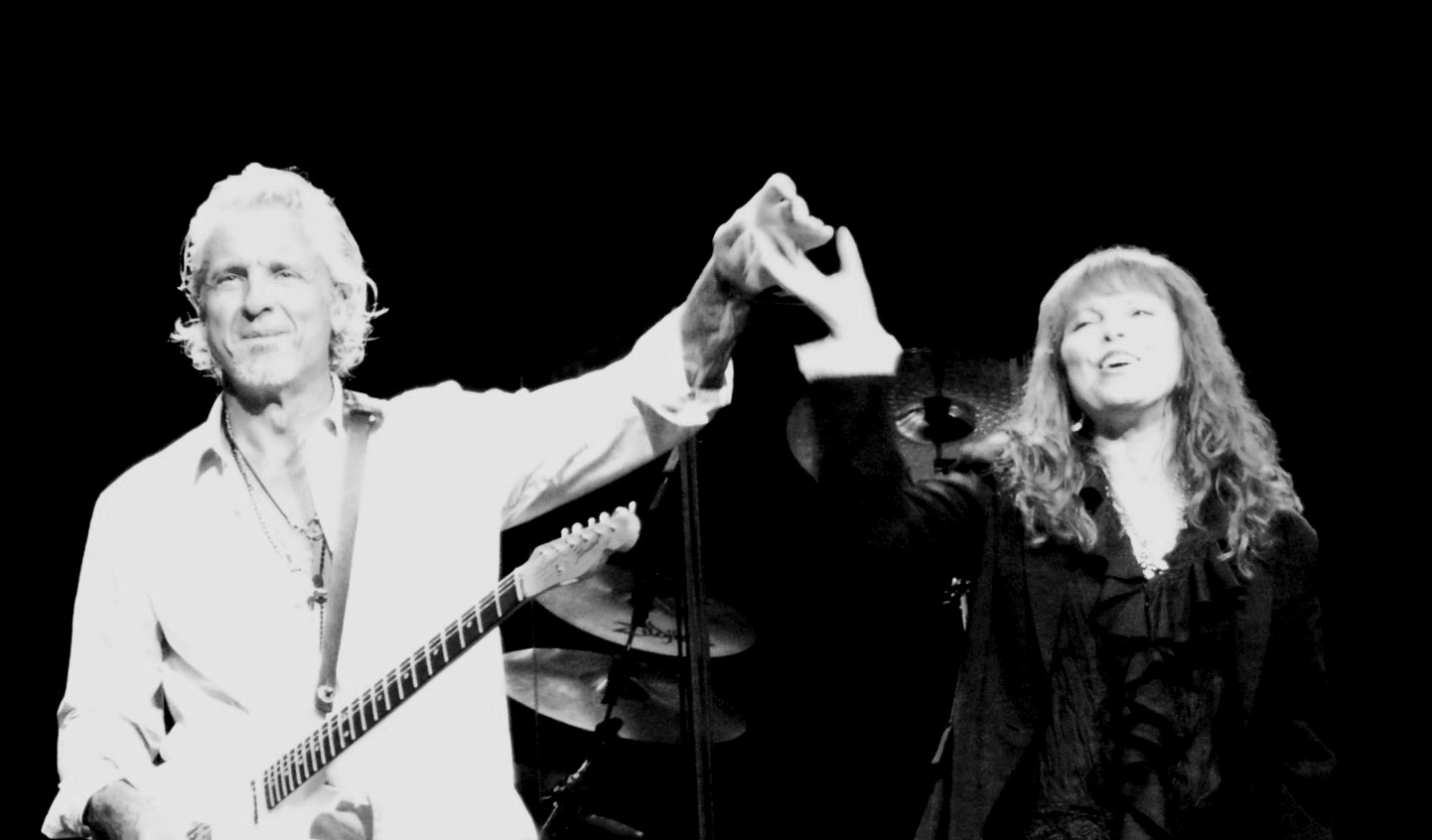
Pat Benatar en concert avec son mari, le guitariste Neil Giraldo lors du Live in Sydney en octobre 2010.

De nombreuses compilations ont été réalisées : Best of (France, 1994), Greatest Hits (Capitol Records, 2005), The Ultimate Collection (États-Unis, 2008).
Dans les années 2010, elle partage sa vie entre Malibu (Californie) et Maui (Hawaii) avec Neil Giraldo (en), son mari, guitariste et producteur, et ses deux filles Haley et Hana. Elle continue de donner régulièrement des concerts en Amérique du Nord et a fait quelques apparitions en invité vedette dans des séries télévisées comme Charmed, Dharma et Greg et Les Feux de l'amour.

## Discographie

### Albums live
- 1983 : Live from Earth, enregistré en partie en France durant sa tournée de 1982, incluant deux titres studio dont Love Is a Battlefield, son plus gros tube mondial. Disque de platine[2].
- 2001 : Summer Vacation Tour Soundtrack.
- 2015 : Pat Benatar - Neil Giraldo 35th Anniversary Tour ; 2 CD et DVD. Enregistré au Paramount Theatre, Huntington, Long Island, NY.

### Compilations
- 1987 : sortie en Grande-Bretagne de Best Shot, une compilation qui augmente sensiblement sa notoriété outre-manche : entre dans le top 6 des hits parades ; disque de platine.
- 1989 : Sortie du Best Shot américain qui devient disque de platine (version différente du Best Shot anglais sorti en 1987).
- 1994 : Best of sorti en France par EMI, une sélection de 18 titres qui connaît un bon succès (multi disque d'or en France).
- 1999 : Synchronistic Wanderings, un coffret de trois CD très complet retraçant 20 ans de carrière, avec quelques inédits.
- 2005 : Greatest Hits, 20 titres emblématiques de Pat Benatar remasterisés, l'album est certifié disque d'or en 2007 aux États-Unis.

## Filmographie
- 1980 : Union City (avec Debbie Harry)
- 1991 : Yakety Yak, Take It Back (en) (clip vidéo) : elle-même
- 1992 : Trash Talk (clip vidéo) : elle-même
- 2003 : Charmed (série télévisée, épisode « Lucky Charmed ») : elle-même

## Distinctions
| Récompense                              | Année | Œuvre                                 | Catégorie                          | Résultat   | Ref.  |
| --------------------------------------- | ----- | ------------------------------------- | ---------------------------------- | ---------- | ----- |
| American Music Awards                   | 1982  |                                       | Favorite Pop/Rock Female Artist    | Lauréat    | [ 3 ] |
| American Music Awards                   | 1984  | Lauréat                               | Favorite Pop/Rock Female Artist    | [ 4 ]      |       |
| American Music Awards                   | 1986  | Favorite Pop/Rock Female Video Artist | Lauréat                            | [ 5 ]      |       |
| Grammy Awards                           | 1981  | Crimes of Passion                     | Best Female Rock Vocal Performance | Lauréat    | [ 6 ] |
| Grammy Awards                           | 1982  | Fire and Ice                          | Best Female Rock Vocal Performance | Lauréat    | [ 6 ] |
| Grammy Awards                           | 1983  | Shadows of the Night                  | Best Female Rock Vocal Performance | Lauréat    | [ 6 ] |
| Grammy Awards                           | 1984  | Love Is a Battlefield                 | Best Female Rock Vocal Performance | Lauréat    | [ 6 ] |
| Grammy Awards                           | 1986  | Invincible                            | Best Female Rock Vocal Performance | Nomination | [ 6 ] |
| Grammy Awards                           | 1986  | We Belong                             | Best Female Pop Vocal Performance  | Nomination | [ 6 ] |
| Grammy Awards                           | 1987  | Sex as a Weapon                       | Best Female Rock Vocal Performance | Nomination | [ 6 ] |
| Grammy Awards                           | 1989  | All Fired Up                          | Best Female Rock Vocal Performance | Nomination | [ 6 ] |
| Grammy Awards                           | 1990  | Let's Stay Together                   | Best Female Rock Vocal Performance | Nomination | [ 6 ] |
| MTV Video Music Awards                  | 1984  | Love Is a Battlefield                 | Best Female Video                  | Nomination | [ 7 ] |
| MTV Video Music Awards                  | 1986  | Sex as a Weapon                       | Most Experimental Video            | Nomination | [ 8 ] |
| Critics' Choice Documentary Awards (en) | 2017  | Served Like a Girl                    | Best Song in a Documentary         | Nomination | [ 9 ] |

En 2020, Pat Benatar et son mari le musicien Neil Giraldo (en) font partie de la liste des furturs intronisés au Rock and Roll Hall of Fame. Ils sont intronisés en 2022.

## Publication
- Pat Benatar et Patsi Bale-Cox (trad. Corinne Esnault), Pat Benatar, une rockeuse engagée [« Between a Heart and a Rock Place »], Camion blanc, 2012, 376 p. (ISBN 978-2-35779-198-5)

Autobiographie de Pat Benatar, dans laquelle la chanteuse évoque notamment sa génération de femmes qui a changé le rock au début des années 1980, et son combat féministe contre le « sexisme notoire et la misogynie » régnant dans « la face cachée du rock'n'roll ».

## Dans la culture populaire

### Cinéma et télévision
- La personnalité de Pat Benatar est l'élément central du film Domino (2005) de Tony Scott, un film d'action avec Mickey Rourke racontant la vie de Domino Harvey, une fan de l'artiste qui adopte son look féministe et qui intègre un groupe de chasseurs de primes.
- Dans la série d'animation Futurama (saison 3, épisode 4, « Le trèfle à sept feuilles »), on peut apercevoir un disque vinyle de Pat Benatar dans les mains du personnage de Leela, qui était dans le coffre fort du frère de Fry (Yancy).

#### Chansons de Pat Benatar au cinéma
- Dans Officier et Gentleman (1981) de Taylor Hackford, avec la chanson Treat me Right.
- En 1984, dans la version musicale et colorisée produite par Giorgio Moroder du film Metropolis de 1927, Pat Benatar interprète la chanson Here is my Heart.
- Dans The Legend of Billie Jean (1985) de Matthew Robbins, avec la chanson Invincible.
- Dans Le secret de mon succès (1987) de Herbert Ross, avec la chanson Sometimes the Good Guys Finish First.
- Dans Speed (1994) de Jan de Bont, avec la chanson Rescue me.
- Dans la comédie musicale Rock Forever (2012) de Adam Shankman, on retrouve deux titres de Pat Benatar : Shadows of the night et Hit Me with Your Best Shot, chantés par la chanteuse Julianne Hough, l'actrice Catherine Zeta-Jones et la chanteuse Mary J.Blige.
- Dans 30 ans sinon rien (2004) de Gary Winick, avec la chanson Love is a Battlefield.
- Dans Deadpool 2 (2018) de David Leitch, avec la chanson We belong.
- Dans Nobody (2021) de Ilia Naïchouller, avec la chanson Heartbreaker.

#### Chansons de Pat Benatar à la télévision
- Dans la série Deux Flics à Miami :
  - en 1984 (saison 1, épisode 12, « Du p'tit lait »), avec la chanson Hit Me with Your Best Shot ;
  - en 1985 (saison 2, épisode 4, « La combine »), avec la chanson Diamond field ;
  - en 1988 (saison 4, épisode 20, « Une balle pour Crockett »), avec la chanson Diamond field.
  - Charmed ( saison 5 )
- Dans la série d'animation Les Simpson :
  - en 2003 (saison 3, épisode 14, « Les muscles de Marge »), avec la chanson Love is a battlefield ;
  - en 2014 (saison 26, épisode 4), avec la chanson Hell is for children.

### Jeux vidéo
- Dans Grand Theft Auto: Vice City Stories (2006), la chanson Love is a Battlefield fait partie de la radio fictive « Flash FM » ; le titre We Belong fait lui partie de la radio fictive « Emotion 98.3 », animée par Fernando Martinez.
- Dans Guitar Hero 3 (2007) et Guitar Hero: On Tour (2008), le morceau Hit Me with Your Best Shot fait partie de la bande originale. Dans Guitar Hero IV: World Tour (2008), on retrouve la chanson Heartbreaker.
- Dans Rock Band (2011), avec un pack de six chansons à succès de la chanteuse.
- Dans Fortnite, la chanson Heartbreaker est disponible dans le mode Fortnite Festival